# Пескетаријанство
Пескетаријанство или пескетаријанизам представља исхрану која је у суштини вегетаријанска, али уз конзумирање рибе и других плодова мора.